# Los Angeles Times
De Los Angeles Times, ook bekend als LA Times, is een Amerikaanse krant uit Los Angeles die dagelijks verschijnt (bijna een miljoen exemplaren per dag) en over het gehele westelijk deel van de Verenigde Staten wordt verspreid. De Los Angeles Times heeft een gematigd liberale signatuur.
De krant werd in 1881 opgericht en is de op een na grootste stadskrant van de Verenigde Staten (de grootste is The New York Times) en het op twee na meest verspreide dagblad in de VS. De Los Angeles Times heeft meer dan 40 keer de Pulitzerprijs gewonnen.
In 2005 heeft de krant als experiment de Wikitorial uitgeprobeerd.